# Lijst van nummer 1-hits in de Radio 2 Top 30 in 2017
Deze hits stonden in 2017 op nummer 1 in de Vlaamse Radio 2 Top 30.
| Nummer | Datum        | Artiest                                                 | Titel                    |
| ------ | ------------ | ------------------------------------------------------- | ------------------------ |
| 728    | 7 januari    | Bruno Mars                                              | 24K magic                |
|        | 14 januari   | Bruno Mars                                              | 24K magic                |
| 732    | 21 januari   | Clean Bandit, Anne-Marie & Sean Paul                    | Rockabye                 |
|        | 28 januari   | Clean Bandit, Anne-Marie & Sean Paul                    | Rockabye                 |
| 733    | 4 februari   | The Weeknd & Daft Punk                                  | I Feel It Coming         |
| 734    | 11 februari  | Ed Sheeran                                              | Castle on the Hill       |
| 733    | 18 februari  | The Weeknd & Daft Punk                                  | I Feel It Coming         |
|        | 25 februari  | The Weeknd & Daft Punk                                  | I Feel It Coming         |
| 735    | 4 maart      | Ed Sheeran                                              | Shape of You             |
| 736    | 11 maart     | Katy Perry & Skip Marley                                | Chained to the Rhythm    |
| 735    | 18 maart     | Ed Sheeran                                              | Shape of You             |
|        | 25 maart     | Ed Sheeran                                              | Shape of You             |
|        | 1 april      | Ed Sheeran                                              | Shape of You             |
|        | 8 april      | Ed Sheeran                                              | Shape of You             |
|        | 15 april     | Ed Sheeran                                              | Shape of You             |
| 737    | 22 april     | The Chainsmokers & Coldplay                             | Something Just Like This |
|        | 29 april     | The Chainsmokers & Coldplay                             | Something Just Like This |
| 735    | 6 mei        | Ed Sheeran                                              | Shape of You             |
| 738    | 13 mei       | Blanche                                                 | City Lights              |
|        | 20 mei       | Blanche                                                 | City Lights              |
| 739    | 27 mei       | Harry Styles                                            | Sign of the Times        |
| 740    | 3 juni       | Ed Sheeran                                              | Galway girl              |
|        | 10 juni      | Ed Sheeran                                              | Galway girl              |
|        | 17 juni      | Ed Sheeran                                              | Galway girl              |
|        | 24 juni      | Ed Sheeran                                              | Galway girl              |
|        | 1 juli       | Ed Sheeran                                              | Galway girl              |
|        | 8 juli       | Ed Sheeran                                              | Galway girl              |
| 741    | 15 juli      | Luis Fonsi & Daddy Yankee                               | Despacito                |
| 740    | 22 juli      | Ed Sheeran                                              | Galway girl              |
| 741    | 29 juli      | Luis Fonsi & Daddy Yankee                               | Despacito                |
|        | 5 augustus   | Luis Fonsi & Daddy Yankee                               | Despacito                |
| 740    | 12 augustus  | Ed Sheeran                                              | Galway girl              |
| 742    | 19 augustus  | Lil' Kleine & Boef                                      | Krantenwijk              |
| 743    | 26 augustus  | Calvin Harris, Pharrell Williams, Katy Perry & Big Sean | Feels                    |
|        | 2 september  | Calvin Harris, Pharrell Williams, Katy Perry & Big Sean | Feels                    |
|        | 9 september  | Calvin Harris, Pharrell Williams, Katy Perry & Big Sean | Feels                    |
| 744    | 16 september | P!nk                                                    | What about us            |
| 745    | 23 september | Dua Lipa                                                | New rules                |
|        | 30 september | Dua Lipa                                                | New rules                |
| 746    | 7 oktober    | Ed Sheeran                                              | Perfect                  |
|        | 14 oktober   | Ed Sheeran                                              | Perfect                  |
|        | 21 oktober   | Ed Sheeran                                              | Perfect                  |
| 744    | 28 oktober   | P!nk                                                    | What about us            |
|        | 4 november   | P!nk                                                    | What about us            |
| 746    | 11 november  | Ed Sheeran                                              | Perfect                  |
|        | 18 november  | Ed Sheeran                                              | Perfect                  |
|        | 25 november  | Ed Sheeran                                              | Perfect                  |
|        | 2 december   | Ed Sheeran                                              | Perfect                  |
|        | 9 december   | Ed Sheeran                                              | Perfect                  |
|        | 16 december  | Ed Sheeran                                              | Perfect                  |
|        | 23 december  | Ed Sheeran                                              | Perfect                  |
|        | 30 december  | Ed Sheeran                                              | Perfect                  |